# Gusztáv gyenge pontja
A Gusztáv gyenge pontja a Gusztáv című rajzfilmsorozat harmadik évadának tizenötödik epizódja.

## Rövid tartalom
A kopaszsága ellen küzdő Gusztáv ráébred, hogy nem minden a külső.

## Alkotók
- Rendezte: Nepp József
- Írta: Dargay Attila, Jankovics Marcell, Nepp József
- Zenéjét szerezte: Pethő Zsolt
- Operatőr: Henrik Irén, Nagy Csaba
- Hangmérnök: Horváth Domonkos
- Vágó: Czipauer János
- Tervezte: Vásárhelyi Magda
- Színes technika: Dobrányi Géza, Kun Irén
- Gyártásvezető: Bártfai Miklós

Készítette a Pannónia Filmstúdió.